# Kostarika na zimních olympijských hrách
Kostarika na zimních olympijských hrách startuje od roku 1980. Toto je přehled účastí, medailového zisku a vlajkonošů na dané sportovní události.

## Účast na Zimních olympijských hrách
| Dějiště ZOH            | ZOH      | Vlajkonoš           | Zlatá medaile | Stříbrná medaile | Bronzová medaile | Celkem |
| ---------------------- | -------- | ------------------- | ------------- | ---------------- | ---------------- | ------ |
| 1980 Lake Placid       | ZOH 1980 | Arturo Kinch        |               |                  |                  | 0      |
| 1984 Sarajevo          | ZOH 1984 | nikdo               |               |                  |                  | 0      |
| 1988 Calgary           | ZOH 1988 | Arturo Kinch        |               |                  |                  | 0      |
| 1992 Albertville       | ZOH 1992 | nikdo               |               |                  |                  | 0      |
| 1994 Lillehammer       | ZOH 1994 |                     |               |                  |                  | Ne     |
| 1998 Nagano            | ZOH 1998 |                     |               |                  |                  | Ne     |
| 2002 Salt Lake City    | ZOH 2002 | nikdo               |               |                  |                  | 0      |
| 2006 Turín             | ZOH 2006 | Arthur James Barton |               |                  |                  | 0      |
| 2010 Vancouver         | ZOH 2010 |                     |               |                  |                  | Ne     |
| 2014 Soči              | ZOH 2014 |                     |               |                  |                  | Ne     |
| 2018 Pchjongčchang     | ZOH 2018 |                     |               |                  |                  | Ne     |
| Celkem                 | 6        |                     | 0             | 0                | 0                | 0      |
| Zdroj na Olympedia.org |          |                     |               |                  |                  |        |